# Јојић
Јојић је српскохрватско презиме. Значајни људи са овим презименом су:
- Милош Јојић (1992), српски професионални фудбалер
- Петар Јојић (1889-1916), земљорадник, учесник Балканских ратова и Првог светског рата и носилац Карађорђеве звезде са мачевима.